# Enseignement public et informatique
Pour les articles homonymes, voir EPI.
Enseignement public et informatique (EPI) est une association française à but non lucratif fondée en 1971, qui agit :
- d'une part pour l'utilisation de l'informatique et du numérique dans les différentes disciplines d'enseignement,
- et d'autre part, pour la présence dans le cursus scolaire français d'un enseignement d'informatique par des enseignants spécifiquement formés.

## Éléments historiques
EPI a été créée en 1971 dans le contexte du développement de l’informatique en France alors que le Ministère de l’Éducation nationale venait de lancer en 1970 la première expérimentation d’introduction de l’informatique au lycée, dite "expérience des 58 lycées",.
Fondée à l'origine par des enseignants de second degré ayant suivi une formation approfondie à l'informatique, EPI s'est adressée ensuite à tous les niveaux d'enseignement, de la maternelle à l'université et a étendu son champ d'intérêt à l'usage des outils informatiques dans toutes les disciplines d'enseignement.

## Présidence et membres d'honneur
EPI a été présidée successivement par :
- Marcel Massard (de 1971 à 1972)
- Pierre Muller (de 1972 à 1979)
- Michel Julian (de 1979 à 1982)
- Émilien Pélisset (de 1982 à 1988)
- Roland Ramis (de 1988 à 1990)
- Jacques Lucy (de 1990 à 1994)
- Jacques Baudé (de 1994 à 1995)[3]
- Jean-Bernard Viaud (de 1995 à 2007)
- Jean-Pierre Archambault (depuis 2007)[4]

EPI accueille parmi ses membres d'honneur :
- Serge Abiteboul (Professeur au Collège de France, Académie des sciences, INRIA, CNNum)
- Gérard Berry (Professeur au Collège de France, Académie des sciences, INRIA)
- Maurice Nivat (Académie des sciences).

EPI est membre moral de la Société informatique de France (SIF) avec qui elle anime le groupe de réflexion « ITIC-EPI-SIF » composé d’enseignants du primaire, du secondaire, de l’université, de chercheurs et de diverses personnalités.

## Objectifs et activités
Selon ses statuts, EPI a pour but de promouvoir l'enseignement de l'informatique et l'utilisation de l'informatique et des technologies de l'information et de la communication.
L’Association s’est fixé plus particulièrement pour objectifs :
- la promotion de l’utilisation des outils numériques dans toutes les disciplines et activités ;
- le développement d’un enseignement d’informatique dans l'enseignement secondaire français par des enseignants spécifiquement formés ;
- le développement de la formation des enseignants en informatique ;
De 1971 à 2001, EPI a diffusé une revue trimestrielle sur papier La revue de l'EPI . L'ensemble des articles (plus de 1700) publiés de 1985 à 2001 a fait l'objet d'une diffusion sur un cédérom  « 15 ans de publications de la revue de l'EPI ». Ce fonds historique est aujourd'hui versé dans l'archive francophone EduTice Collection EPI.
EPI est à l’origine de co-éditions avec l’Institut national de recherche pédagogique (INRP) et avec le Centre national de documentation pédagogique (CNDP) sur le  Langage symbolique d’enseignement (LSE). 
Les activités éditoriales de EPI se poursuivent sous forme numérique d'une part sur son site web et d'autre part par la publication mensuelle d'un magazine électronique gratuit EpiNet dont les premières parutions datent de 1998.

Jean-Pierre ARCHAMBAULT, Président, est décédé le 23 février 2025
L'association a été dissoute en juin 2025